# Granhalvknäppare
Granhalvknäppare (Hylis procerulus) är en skalbaggsart som först beskrevs av Mannerheim 1823.  Hylis procerulus ingår i släktet Hylis, och familjen halvknäppare. IUCN kategoriserar arten globalt som livskraftig. Enligt den svenska rödlistan är arten nära hotad i Sverige. Arten förekommer i Götaland och Svealand, bland annat på Slottsholmen. Artens livsmiljö är skogslandskap..